# Hülsbeck (Wuppertal)
Hülsbeck, früher auch In der Hülsbeck, ist eine Ortslage im Norden der bergischen Großstadt Wuppertal. In der Hülsbeck war in zwei Siedlungsplätze unterteilt, die Mitte der 1960er Jahre infolge des Baus der Bundesautobahn 46 und der Anschlussstelle Wuppertal-Katernberg beide fast vollständig abgetragen wurden. 

## Lage und Beschreibung
Das südliche In der Hülsbeck lag auf einer Höhe von 187 m ü. NHN am Briller Bach, der in alten Karten auch Hülsbeck genannt wird, im Bereich der Ein- und Ausfahrt der Autobahnanschlussstelle in östlicher Fahrtrichtung und ist vollkommen abgegangen. Das nördliche In der Hülsbeck lag unmittelbar nördlich der Anschlussstelle und ist heute mit einzelnen Häusern bebaut. Beide Siedlungsplätze befinden sich im Osten des heutigen Wohnquartiers Beek im Stadtbezirk Uellendahl-Katernberg. Benachbarte Ortslagen sind die beiden Siedlungsplätze Dorrenbergs, Nüll, Dreckloch, Kuckelsberg, Hölle und Am Schafstall.

## Geschichte
Der Hof gehörte 1345 zum Höfeverband Elberfeld, der ein Allod des Kölner Erzstifts war und sich im Amt und Kirchspiel Elberfeld befand. Die Topographia Ducatus Montani des Erich Philipp Ploennies aus dem Jahre 1715 verzeichnet zwei Kotten jeweils als Hülsbec. 1815/16 lebten 109 Menschen im vermutlich südlichen Siedlungsplatz, keine im anderen.
1832 gehörte einer der beiden Siedlungsplätze, vermutlich der nördliche, zur Katernberger Rotte des ländlichen Außenbezirks des Kirchspiels und der Stadt Elberfeld, vermutlich der südliche dagegen zur Hülsbecker Rotte. Das laut der Statistik und Topographie des Regierungsbezirks Düsseldorf ebenfalls als Kotten kategorisierte Katernberger In der Hülsbeck besaß zu dieser Zeit ein Wohnhaus und ein landwirtschaftliches Gebäude. Zu dieser Zeit lebten fünf Einwohner im Ort, alle evangelischen Glaubens.
Das Hülsbecker In der Hülsbeck besaß zu dieser Zeit neun Wohnhäuser und 14 landwirtschaftliche Gebäude. Zu dieser Zeit lebten im als Weiler kategorisierten Ort 106 Einwohner, davon 14 katholischen und 92 evangelischen Glaubens. 1879 wurde die direkt am Ort vorbeiführende Wuppertaler Nordbahn eröffnet.